# Силвија Ердељи
Силвија Ердељи (Сента, СФРЈ, 28. мај 1979) је српска стонотенисерка и учесница Олимпијских игара у Атини 2004. године.
На Европском првенству 2003. године у Курмајору (Италија) је освојила бронзану медаљу у појединачној конкуренцији, као и бронзану медаљу у конкуренцији дублова заједно са сестром Анамаријом Ердељи.
На Медитеранским играма 2005. освојила је златну медаљу у женском дублу.
Олимпијски комитет Србије прогласио ју је најбољом спортисткињом за 2003. годину.
Од 2018. године је селектор женске стонотениске репрезентације Србије.